# 高知放送事件
高知放送事件（こうちほうそうじけん）は、早朝のニュース番組を複数回寝過ごしたために解雇処分を受けた高知放送（RKC）の男性アナウンサーが、処分の有効性を巡って会社側と争った民事訴訟事件である。最高裁判所1977年1月31日判決。この2年前にやはり最高裁で原告勝訴の判決がなされた日本食塩製造事件共々、解雇権の濫用の実例を示す判例として用いられることが多い。

## 概要
原告Sは高知放送に勤務する男性アナウンサーであった。Sは1967年2月22日より社内でファックス担当の記者と宿直業務に入り、翌23日の午前6時より10分間放送される定時のニュース番組を放送する予定であったが、当日に記者共々寝過ごしてしまい、番組が一切放送されない放送事故を発生させた。さらに、同年3月8日にも2月の事故時とは別の記者と組んだ当直勤務で同様のミスを起こし、番組が約5分間放送されない放送事故を発生させた。加えて、3月の際には上司への事後報告を怠ったほか、事実と異なる内容の事故報告書を提出したため、高知放送側は就業規定違反とみなして当該アナウンサーを解雇した。これに対し、当該アナウンサーが解雇権の濫用であるとして、解雇処分の取り消しを求めて高知放送を提訴したのが本事件である。
判決においては一審高知地裁（1973年3月27日判決）、二審高松高裁（同年12月19日判決）の何れも原告側の請求を認めて会社側の解雇を無効とする判決を下し、高知放送側は控訴し最高裁へ上告した。

## 最高裁判決
1977年1月31日に判決が言い渡され、最高裁判所第二小法廷（栗本一夫裁判長）は高知放送の上告を棄却する判決を出した。判決においては、アナウンサーが起こした放送事故について「定時放送を使命とする上告会社の対外的信用を著しく失墜するものである」とし、また二度目の放送事故後に事後報告を怠ったなどの点を加味した上でアナウンサー側の過失を認める判断を下した。その一方で、
- アナウンサーだけでなく記者も寝過ごしていたこと[注釈 1]
- アナウンサーは起床直後に放送中で謝罪し、また放送の空白もさほど長くないこと
- 高知放送側が何ら同様の事態に対する対策を施していなかったこと
- 3月の事故のもう一人の当事者である記者はけん責処分に処されており、また過去に放送事故を理由に解雇された事案が存在しないこと

などといった高知放送側の問題点を指摘した上で、上記の事情を以てアナウンサーを解雇することは苛酷であり、社会通念上相当であるとは認められないとして、解雇処分は無効であるとの判決を下した。